# St Lawrence (Wight)
St Lawrence – wieś w Anglii, na wyspie Wight. Leży 13 km na południe od miasta Newport i 129 km na południowy zachód od Londynu.